# Coppa di Romania 2024-2025 (pallavolo femminile)
La Coppa di Romania 2024-2025, 19ª edizione della coppa nazionale femminile di pallavolo, si è svolta dal 14 febbraio al 29 marzo 2025: al torneo hanno partecipato undici squadre di club rumene e la vittoria finale è andata per la quinta volta all'Alba-Blaj.

## Formula
La formula ha previsto ottavi di finale, quarti di finale, semifinali e finale.

## Squadre partecipanti
- Alba-Blaj
- Argeș Pitești
- Corona Brașov
- CSM Bucarest
- CSM Constanța
- Dinamo Bucarest

- Lugoj
- Rapid Bucarest
- Târgoviște
- Universitatea Cluj
- Voluntari

## Torneo

### Tabellone
|  | Ottavi di finale | Ottavi di finale |  |  | Quarti di finale   | Quarti di finale |           |   | Semifinali     | Semifinali |           |   | Finale | Finale |  |
|  |                  |                  |  |  |                    |                  |           |   |                |            |           |   |        |        |  |
|  |                  |                  |  |  | Universitatea Cluj | 0                |           |   |                |            |           |   |        |        |  |
|  |                  |                  |  |  | Rapid Bucarest     | 3                |           |   |                |            |           |   |        |        |  |
|  |                  |                  |  |  |                    |                  |           |   | Rapid Bucarest | 0          |           |   |        |        |  |
|  | Argeș Pitești    | 0                |  |  |                    |                  | Alba-Blaj | 3 |                |            |           |   |        |        |  |
|  | Corona Brașov    | 3                |  |  | Corona Brașov      | 0                |           |   |                |            |           |   |        |        |  |
|  |                  |                  |  |  | Alba-Blaj          | 3                |           |   |                |            |           |   |        |        |  |
|  |                  |                  |  |  |                    |                  |           |   | Alba-Blaj      | 3          |           |   |        |        |  |
|  | Lugoj            | 3                |  |  |                    |                  |           |   |                |            | Voluntari | 1 |        |        |  |
|  | CSM Bucarest     | 0                |  |  | Lugoj              | 3                |           |   |                |            |           |   |        |        |  |
|  |                  |                  |  |  | Târgoviște         | 0                |           |   |                |            |           |   |        |        |  |
|  |                  |                  |  |  |                    |                  |           |   | Lugoj          | 0          |           |   |        |        |  |
|  | Dinamo Bucarest  | 3                |  |  |                    |                  | Voluntari | 3 |                |            |           |   |        |        |  |
|  | CSM Constanța    | 0                |  |  | Dinamo Bucarest    | 0                |           |   |                |            |           |   |        |        |  |
|  |                  |                  |  |  | Voluntari          | 3                |           |   |                |            |           |   |        |        |  |

### Risultati

#### Ottavi di finale
| 14 febbraio 2025 Sala Sporturilor Popescu Colibași, Brașov Durata: 1h:16 - Spettatori: 155 | Dinamo Bucarest | 3 - 0 | CSM Constanța | 25-16, 25-18, 26-24 |
| 14 febbraio 2025 Sala Sporturilor Popescu Colibași, Brașov Durata: 1h:19 - Spettatori: 180 | Argeș Pitești   | 0 - 3 | Corona Brașov | 12-25, 20-25, 21-25 |
| 14 febbraio 2025 Sala Sporturilor Popescu Colibași, Brașov Durata: 1h:03 - Spettatori: 250 | Lugoj           | 3 - 0 | CSM Bucarest  | 25-17, 25-12, 25-14 |

#### Quarti di finale
| 15 febbraio 2025 Sala Sporturilor Popescu Colibași, Brașov Durata: 1h:11 - Spettatori: 180 | Corona Brașov      | 0 - 3 | Alba-Blaj      | 18-25, 15-25, 19-25 |
| 15 febbraio 2025 Sala Sporturilor Popescu Colibași, Brașov Durata: 1h:28 - Spettatori: 500 | Dinamo Bucarest    | 0 - 3 | Voluntari      | 20-25, 21-25, 19-25 |
| 15 febbraio 2025 Sala Sporturilor Popescu Colibași, Brașov Durata: 1h:02 - Spettatori: 700 | Universitatea Cluj | 0 - 3 | Rapid Bucarest | 16-25, 15-25, 15-25 |
| 15 febbraio 2025 Sala Sporturilor Popescu Colibași, Brașov Durata: 1h:07 - Spettatori: 700 | Lugoj              | 3 - 0 | Târgoviște     | 25-17, 25-18, 25-17 |

#### Semifinali
| 16 febbraio 2025 Sala Sporturilor Popescu Colibași, Brașov Durata: 1h:06 - Spettatori: 1 050 | Rapid Bucarest | 0 - 3 | Alba-Blaj | 20-25, 13-25, 13-25 |
| 16 febbraio 2025 Sala Sporturilor Popescu Colibași, Brașov Durata: 1h:16 - Spettatori: 1 100 | Lugoj          | 0 - 3 | Voluntari | 22-25, 15-25, 18-25 |

#### Finale
| 29 marzo 2025 Sala polivalentă Alba Blaj, Blaj Durata: 1h:54 - Spettatori: 1 991 | Alba-Blaj | 3 - 1 | Voluntari | 25-22, 22-25, 25-21, 25-11 |

## Statistiche
| Rendimento individuale | Rendimento individuale | Rendimento individuale | Rendimento individuale |
| Pos.                   | Nome                   | Punti                  | Squadra                |
| ---------------------- | ---------------------- | ---------------------- | ---------------------- |
| 1                      | Jelyzaveta Ruban       | 47                     | Alba-Blaj              |
| 2                      | Suvi Kokkonen          | 43                     | Voluntari              |
| 3                      | Rodica Buterez         | 42                     | Voluntari              |
| 4                      | Drussyla Costa         | 40                     | Alba-Blaj              |
| 5                      | Tamara Miljević        | 35                     | Lugoj                  |
| 5                      | Nikola Radosová        | 35                     | Voluntari              |

| Attacchi vincenti | Attacchi vincenti | Attacchi vincenti | Attacchi vincenti |
| Pos.              | Nome              | Punti             | Squadra           |
| ----------------- | ----------------- | ----------------- | ----------------- |
| 1                 | Suvi Kokkonen     | 39                | Voluntari         |
| 1                 | Jelyzaveta Ruban  | 39                | Alba-Blaj         |
| 3                 | Rodica Buterez    | 37                | Voluntari         |
| 4                 | Drussyla Costa    | 30                | Alba-Blaj         |
| 5                 | Tamara Miljević   | 29                | Lugoj             |

| Muri vincenti | Muri vincenti    | Muri vincenti | Muri vincenti |
| Pos.          | Nome             | Punti         | Squadra       |
| ------------- | ---------------- | ------------- | ------------- |
| 1             | Nikola Radosová  | 8             | Voluntari     |
| 2             | Drussyla Costa   | 6             | Alba-Blaj     |
| 2             | Mara Leão        | 6             | Alba-Blaj     |
| 2             | Justyna Łukasik  | 6             | Voluntari     |
| 5             | Mina Dragović    | 5             | Lugoj         |
| 5             | Jelyzaveta Ruban | 5             | Alba-Blaj     |

| Battute vincenti | Battute vincenti | Battute vincenti | Battute vincenti |
| Pos.             | Nome             | Punti            | Squadra          |
| ---------------- | ---------------- | ---------------- | ---------------- |
| 1                | Iarina Axinte    | 7                | Voluntari        |
| 2                | Marija Miljević  | 6                | Lugoj            |
| 3                | Drussyla Costa   | 4                | Alba-Blaj        |
| 3                | Bianca Grama     | 4                | Dinamo Bucarest  |
| 3                | Adriana Matei    | 4                | Corona Brașov    |
| 3                | Mirela Šahpazova | 4                | Corona Brașov    |